# Ed King
Pour les articles homonymes, voir Edward King et King.
Edward Calhoun King, dit Ed King (né le 14 septembre 1949 à Glendale en Californie et mort le 22 août 2018 à Nashville au Tennessee), est un musicien américain. Il est surtout connu pour avoir été le guitariste du groupe de rock psychédélique Strawberry Alarm Clock et du groupe de rock sudiste Lynyrd Skynyrd.

## Biographie
Ed King fut l'un des membres fondateurs de Strawberry Alarm Clock, formé à Los Angeles au milieu des années 1960. Le groupe a connu son plus grand succès avec la chanson coécrite par King, Incense and Peppermints. La chanson atteignit la place no 1 du Billboard Hot 100 en novembre 1967. Leur single suivant, Tomorrow, atteignit la place no 23 en janvier 1968.
Ed King rencontre les membres de Lynyrd Skynyrd alors que le groupe fait les premières parties de quelques concerts de Strawberry Alarm Clock au début de l'année 1968. Ce n'est qu'en 72 qu'il rejoint le groupe, remplaçant Leon Wilkeson à la basse, qui quitta le groupe un bref moment. Wilkeson revient ensuite dans le groupe, et King lui laisse la basse, passant désormais à la guitare.
Ed King a coécrit la chanson la plus célèbre de Lynyrd Skynyrd, Sweet Home Alabama. Il a également écrit ou coécrit d'autres chansons, telles que Poison Whiskey, Saturday Night Special, Mr. Banker, Swamp Music, Whiskey Rock-a-Roller, Railroad Song, I Need You et Workin' For MCA.
Ed King décide de quitter le groupe en 1975 pendant le 'Torture Tour'. Il est remplacé en 1976 par Steve Gaines, qui perdit la vie dans l'accident d'avion du 20 octobre 1977. Gaines et King étaient nés le même jour de la même année.
King joua un rôle majeur dans la réunion de Lynyrd Skynyrd en 1987. Il fut forcé de quitter le groupe à nouveau en 1996 à cause d'un problème cardiaque. Il partit dans l'idée de rejoindre le groupe une fois sa santé rétablie, mais le groupe ne l'autorisa pas à revenir.
Ed King, ainsi que les autres membres de Lynyrd Skynyrd, fit son entrée au Rock and Roll Hall of Fame en 2006. Il vécut jusqu'à sa mort à Nashville.

À cause d'une insuffisance cardiaque, Ed King avait reçu une greffe de cœur en 2011. Depuis quelques mois, il se battait contre un cancer et meurt le 22 août 2018.